# Ptilodontoidea
De Ptilodontoidea zijn een superfamilie van uitgestorven zoogdieren van het noordelijk halfrond. Het waren over het algemeen kleine, enigszins knaagdierachtige wezens van de orde Multituberculata.
Formeel geldt Edward Drinker Cope als naamgever omdat hij in 1887 de familie Ptilodontidea benoemde. In feite waren Sloan & Van Valen in 1965 de eersten die de naam gebruikten.
Sommige van deze geslachten omvatten een groot aantal soorten, hoewel de overblijfselen over het algemeen schaars zijn. Ptilodus is een van de bekendste, en er is een neiging om hem af te schilderen als gelijkend op een eekhoorn.
Overblijfselen uit het Laat-Krijt zijn bekend uit Noord-Amerika en Europa. Latere vertegenwoordigers (Paleoceen - Eoceen) komen uit Noord-Amerika, Europa en Azië. Dit waren enkele van de laatste multituberculaten, en ze behoren tot de onderorde Cimolodonta.

## Taxonomie
De superfamilie is verder onderverdeeld in de volgende families:
- Neoplagiaulacidae - tien geslachten
- Ptilodontidae - vier geslachten
- Cimolodontidae - mogelijk drie geslachten.

De affiniteiten van Neoliotomus zijn minder duidelijk, hoewel het ergens binnen de superfamilie lijkt te passen.